# إكس أورج
إكس أورج (بالإنجليزية: X.Org)‏ هو خادم إكس، وأحد تطبيقات نظام النافذة إكس. يتم تطوير هذا المشروع بالتعاون مع مجتمع فري دسكتوب.أورج. تعتبر منظمة اكس اورغ X.Org Foundation، المسؤولة عن تطوير هذا المشروع، منظمة تعليمية غير ربحية.
الإصدار الحالي من اكس اروغ هو (X11R7.7)، أما الإصدار القادم فسيكون (X11R7.8) 

## وصلات خارجية
- إكس أورج على موقع Open Hub (الإنجليزية)
- إكس أورج على موقع Free Software Directory (الإنجليزية)